# Protricomoides squamosus
Protricomoides squamosus är en rundmaskart som beskrevs av Timm 1970. Protricomoides squamosus ingår i släktet Protricomoides och familjen Desmoscolecidae. Inga underarter finns listade i Catalogue of Life.